# نويل برسل (لاعب اتحاد الرغبي)
نويل برسل (بالإنجليزية: Noel Purcell)‏ (و. 1891 – 1962 م) هو لاعب اتحاد الرغبي، وحكم اتحاد الرغبي ‏، وسباح، ولاعب كرة الماء أيرلندي، ولد في دبلن، شارك في الألعاب الأولمبية الصيفية 1924، وشارك في الألعاب الأولمبية الصيفية 1920، مركز لعبه هو رقم 8 ‏، توفي عن عمر يناهز 71 عاماً.

## التعليم
تعلم في كلية الثالوث في دبلن
.

## روابط خارجية
- نويل برسل عل موقع إسبنسكروم (الإنجليزية)
- نويل برسل على موقع اللجنة الأولمبية الدولية (الإنجليزية)
- نويل برسل على موقع أوليمبيديا (الإنجليزية)
- نويل برسل على موقع اللجنة الأولمبية البريطانية (الإنجليزية)